# Nagy Géza (lelkész, 1887–1971)
Nagy Géza (Kutyfalva, 1887. május 21. – Kolozsvár, 1971. április 5.) református lelkész, teológiai tanár, egyházi író, történész, a Bázeli Egyetem díszdoktora.
Gyermekei: ifj. Nagy Géza művelődésszervező, tanár, műfordító; Abodi Nagy Béla festő és egyetemi tanár, Nagy István egyházi író, Nagy Julianna.

## Életpályája
A Kolozsvári Protestáns Teológiai Intézet hallgatója volt 1904 és 1908 között, majd külföldön (Berlinben és Bázelben) is tanult 1908 és 1910 között. Magyarbikal lelkipásztora volt (1925–28). Közben 1922-ben a teológia magántanárává, rendszeres teológiából 1927-ben doktorrá avatták.
Nyugdíjazásáig az egyháztörténet professzora volt a Kolozsvári Református Teológián 1927 és 1948 között. A kolozsvári Ifjú Erdély főmunkatársa volt (1938–43). A kolozsvári Kálvinista Világ szerkesztője (1927–34). 1969-ben a bázeli egyetem teológiai kara tiszteletbeli doktorrá avatta. Számos munkája kéziratban maradt, köztük a legjelentősebb, ’’A református egyház története 1608–1715’’, először 2008-ban jelent meg a budapesti Attraktor kiadónál.

## Főbb művei

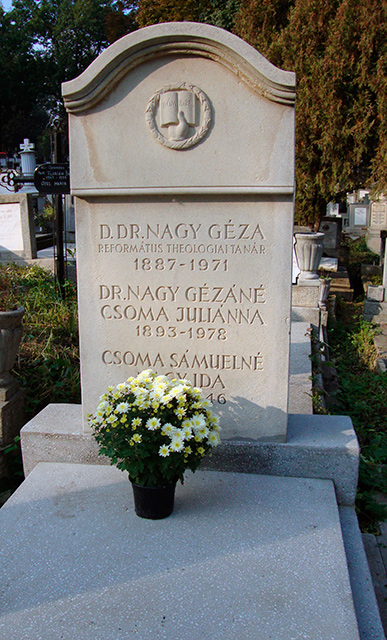
Nagy Géza sírja Kolozsvárott, a Házsongárdi temetőben

- Kálvinista jellemképek (Kolozsvár, 1930)
- Az erdélyi ref. népiskola története (Segesvár, 1932)
- The influence of the ref. church on the political history of Transylvania (Edinburgh, 1933)
- Külföldön tanuló erdélyi diákok levelezése (Kolozsvár, 1933)
- Társadalmi ellentétek a régi erdélyi ref. egyházban (Kolozsvár, 1942)
- Fejezetek a magyar református egyház 17. századi történetéből, (Budapest : Ráday Kollégium, 1985)
- A református egyház története 1608–1715 (Attraktor, Budapest, 2008)